# 天才超人頑皮鬼
《天才超人頑皮鬼》是台灣漫畫家麥仁杰的漫畫作品之一。為麥仁杰漫畫家生涯第一個發行單行本的創作，起初於1989年在漫畫週刊《星期漫畫》上連載、之後一共發行3集冊數。

## 劇情簡介

### 單行本 ①
一名叫做麥仁寶的少年某晚夢到了自己的下半身被一名少女及另一名女惡魔給撕裂的惡夢，之後隔天在學校中驚見遇到了和夢中少女長樣一樣的女轉學生。
後續麥仁寶得知父親為了個人一時的趣味、亂去召喚了來自魔界的撒旦，也碰到了和惡夢中長相一樣的女惡魔．．．。

### 單行本 ② ～ ③
麥仁寶的父親收到不明委託人的來信而跑去了瓦拉幾亞，之後麥仁寶夢到遠在異國的父親被狼人襲擊的惡夢而緊張擔憂。
另一方面在魔界中、因前一篇故事被麥仁寶簽下不平等契約而不悅的撒旦一行人，打算讓吸血鬼卓九勒去除掉麥仁寶．．．。

## 登場人物

### 麥家
麥仁寶
本作主角，15歲、外貌為矮個子的少年。
因具備著能在夢中預知個人未來的超能力，而就讀專為超能力者辦立的『超人學院』。
自宅住家為外觀像是非洲酋長模樣的大樓，樓下常聚集著各種攤販。
麥大麥
主角麥仁寶的父親，外型貌似作者麥仁杰的自畫像，無厘頭的性格。
喜愛在家中作些奇異的實驗，因一時好奇招換了來自魔界的惡魔統治者撒旦，而引起陸續的風波。
麥老太爺
麥仁寶的爺爺，一名法力高強的道士。
阿鐘
麥仁寶家裡的管家。外貌怪異、喜愛做些常人不敢品嚐的奇特料理。
在劇情中以和麥大麥一搭一唱的場面為主。外貌及名字貌似『鐘樓怪人』。
阿劣
麥仁寶養的狗。

### 學院
安琪兒
轉校至超人學院的少女，擁有能變身改變外貌的能力（變身時也一併改變原來的性格）。
脖子上掛著貌似永井豪的作品《甜心戰士》裡女主角『如月甜心』戴的心型項圈。
大眼仔
麥仁寶的同學之一，擁有讓對方注視著他的瞳孔時、立刻使對方睡著的能力。
戴宗
祖先為《水滸傳》裡的『戴宗』，具備著飛毛腿的速度。在學院放假期間打工當郵差。
法可．傑克森
外形為黑人的麥仁寶同學，有著能穿透任何物體的超能力。名字常被誤唸為『法克』（Fuck）。

### 魔界
撒旦
魔界的君臨者，為了人類已不再向惡魔立契約的現況苦惱不已。
平時靠著駕駛外形為巨大惡魔模樣的魔法巨人來統治魔界。
撒瓜旦
撒旦的兒子，外貌像是小嬰兒的惡魔。
性格單純，喜愛和麥仁寶當朋友。
阿蝠
撒旦的女兒、撒瓜旦的姊姊。外貌為除了穿戴長靴外、全身裸露的美豔惡魔。
銀牙
號稱魔界最有智慧的國師，有著他人難以匹敵的醜臉。
卓九勒
來自羅馬尼亞具有強大妖力的吸血鬼，行為舉止優雅也喜好女色。
弗蘭肯斯坦
以科學怪人為範本的角色，具有怪力、卓九勒忠實的手下。
平時性格溫和、按到頭上的開關便會變成粗暴的個性。

### 天界
邱比特
住在天界的愛神，外型巨大、性情兇暴。

### 機械
紅魔鬼
擁有變形功能、強大火力的新型量產機器人，女主角安琪兒持有著一台。
BB
安琪兒使用的摩托車，和紅魔鬼一樣能變形為機器人。
大螃蟹
麥大麥在家中地下室創造的機器人。
外型貌似電影《異形2》中女主角艾倫．雷普莉（Ellen Ripley）在劇情末段用來對抗異形女王的機器『Exosuit Cargo Loader』。

### 其它
安公子
安琪兒的父親，有著幾近變態模樣外貌打扮。

## 出版書籍
| 卷數 | 時報出版      | 時報出版           | 大辣出版社（新裝版） | 大辣出版社（新裝版）   |
| 卷數 | 發售日期      | ISBN               | 發售日期             | ISBN                   |
| ---- | ------------- | ------------------ | -------------------- | ---------------------- |
| 1    | 1993年8月26日 | ISBN 957-13-0439-5 | 2018年2月7日         | ISBN 978-986-663-479-6 |
| 2    | 1993年8月26日 | ISBN 957-13-0440-9 | 2018年2月7日         | ISBN 978-986-663-480-2 |
| 3    | 1993年8月26日 | ISBN 957-13-0441-7 | 2018年2月7日         | ISBN 978-986-663-481-9 |

## 評價
由新竹市市立文化中心出版的《風城台灣漫畫五十年》認為《天才超人頑皮鬼》有著異想天開的點子，是當時連載受好評的原因。
漫畫研究家洪德麟另評論麥仁杰的《天才超人頑皮鬼》在內容上有著拍案叫絕的想像力及鬼點子、可與他之後在1999年發表的《花木蘭》相提並論。